# Lonesome Rider
"Lonesome Rider" is een nummer van de Deense rockband Volbeat en de Canadese zangeres Sarah Blackwood. Het is afkomstig van Volbeats album Outlaw Gentlemen & Shady Ladies, waar het de vijfde single van is. De single verscheen op 31 oktober 2013. "Lonesome Rider" wist alleen in Volbeats thuisland een hit te scoren. 

## Opnames en productie
Volbeat, die bekend staat om hun mix van heavy metal en rockabilly, nodigde Sarah Blackwood (Walk off the Earth) uit om als gastzangeres medewerking te verlenen aan het album. Zij speelde eerder in de rockabillyband Creepshow, waar Volbeat mee wilde toeren. Frontman Michael Poulsen heeft zijn bedenkingen bij blanke zangeressen vanwege hun sound, maar hij was toch onder de indruk van Blackwoods bijdrage aan het nummer.

## Hitnotering
| Land                      | Positie |
| ------------------------- | ------- |
| Denemarken (Track Top-40) | 8       |

NPO Radio 2 Top 2000
Lonesome Rider stond in 2024 voor het eerst in de NPO Radio 2 Top 2000, op plek 1705.